# Pedágio (filme)
Pedágio é um filme de drama brasileiro de 2023 dirigido e escrito por Carolina Markowicz. Estrelado por Maeve Jinkings como Suellen, uma mulher que trabalha como cobradora de um pedágio que, por seus pensamentos conservadores, submete seu filho (interpretado por Kauan Alvarenga) a um tratamento de "cura gay". Aline Marta Maia, Thomás Aquino e Isac Graça interpretam papéis coadjuvantes.
Pedágio teve sua estreia mundial em 8 de setembro de 2023 no Festival Internacional de Cinema de Toronto, no Canadá, e foi lançado nos cinemas do Brasil em 30 de novembro do mesmo ano. O filme recebeu críticas geralmente positivas dos críticos, que elogiaram principalmente as atuações do elenco e o roteiro, e recebeu diversas premiações, incluindo quatro prêmios no Festival do Rio, como o de Melhor Atriz para Jinkings, Melhor Ator para Kauan Alvarenga e Melhor Atriz Coadjuvante para Aline Marta Maia.
Foi um dos pré-selecionados como um dos representantes do Brasil para o Oscar de melhor filme internacional.

## Sinopse
Suellen (Maeve Jinkings) é uma mulher com uma vida modesta, desempenhando o papel de cobradora em um pedágio. Em um determinado momento, ela vislumbra a possibilidade de obter uma renda extra de maneira ilegal por meio de seu emprego. Movida por uma razão que considera justificável, decide arriscar-se, pois pretende destinar integralmente o dinheiro arrecadado para custear um caro tratamento de "cura gay" para seu filho Tiquinho (Kauan Alvarenga), o qual será administrado por um pastor estrangeiro de grande renome.

## Elenco
- Maeve Jinkings como Suellen
- Kauan Alvarenga como Antonio "Tiquinho"
- Aline Marta Maia como Telma
- Thomás Aquino como Arauto
- Isac Graça como Pastor Isac
- Caio Macedo como Ricky
- Fabricio Araujo como Rei
- Clarissa Pinheiro como Joelta
- Marcia Isabel de Almeida como assistente do pastor
- Bruno Henrique do Amaral como ex-gay

## Produção

### Desenvolvimento
Em 2016, Carolina Markowicz começou a trabalhar na produção de seu primeiro longa-metragem, intitulado Carvão. No entanto, a cineasta teve dificuldade de captar recursos para produzir o filme e começou a trabalhar na concepção de seu segundo longa-metragem, Pedágio. O novo filme foi submetido aos editais de financiamento audiovisual e conseguiu captar recursos para a produção com maior facilidade. Mas com a pandemia de COVID-19, Markowicz não levou adiante os trabalhos com o filme e voltou a trabalhar na produção de Carvão, o qual foi filmado e lançado antes de Pedágio. Com os imprevistos da pandemia, a produção precisou passar por diversas mudanças, incluindo a troca da direção de fotografia que havia trabalhado na concepção original do filme. Para não haver conflitos de agenda com o diretor de fotografia Luis Armando Arteaga e a atriz Maeve Jinkings, os quais ambos vinham da primeira obra da cineasta, Markowicz optou por gravar o filme apenas três meses após o fim das filmagens de Carvão.
Para a construção do enredo, Markowicz frequentou cultos e ouviu relatos reais de pessoas que passaram pela experiência abordada no filme. A produção do filme é realizada em conjunto com as companhias produtoras Biônica Filmes e O Som e a Fúria, além de contarem com a coprodução da Globo Filmes e Paramount Pictures.

### Escolha do elenco
Em julho de 2020, Maeve Jinkings foi convidada por Carolina Markowicz para interpretar a protagonista "Suelen". A atriz emendou o protagonismo das duas obras de Markowicz. Em ambos filmes, Jinkings interpreta mães que mantêm seus lares em meio as dificuldades sociais e financeiras da vida. Em entrevista, a atriz e a diretora comentaram que, inicialmente, tiveram receio em repetir a parceria em cena e os trabalhos ficarem muito semelhantes. No entanto, a construção da nova personagem foi trabalhada para destacar a diferença entre essas duas mulheres. "Suelen" foi concebida como uma mulher mais urbana e moderna, já "Irene" de Carvão como uma mulher mais rural.

### Filmagens
O filme é ambientado em Cubatão, São Paulo. Segundo a diretora, a cidade foi escolhida como cenário por possuir ares "apocalípticos", que contribuem para reforçar a atmosfera densa da história do filme.

## Lançamento
Pedágio foi selecionado para diversos festivais de cinema, nacionais e internacionais. O filme se destacou na edição de 2023 do Festival do Rio, onde foi ovacionado pelo júri e recebeu quatro prêmios. Destacou-se na Mostra Internacional de Cinema de São Paulo. Ainda foi selecionado internacionalmente para os festivais de San Sebastián, Vancouver, Bordeaux, Roma, onde foi laureado como melhor filme, e o renomado Festival Internacional de Cinema de Toronto. O filme foi lançado comercialmente no Brasil em 30 de novembro de 2023 pela Downtown e Paris Filmes.

## Recepção

### Resposta da crítica

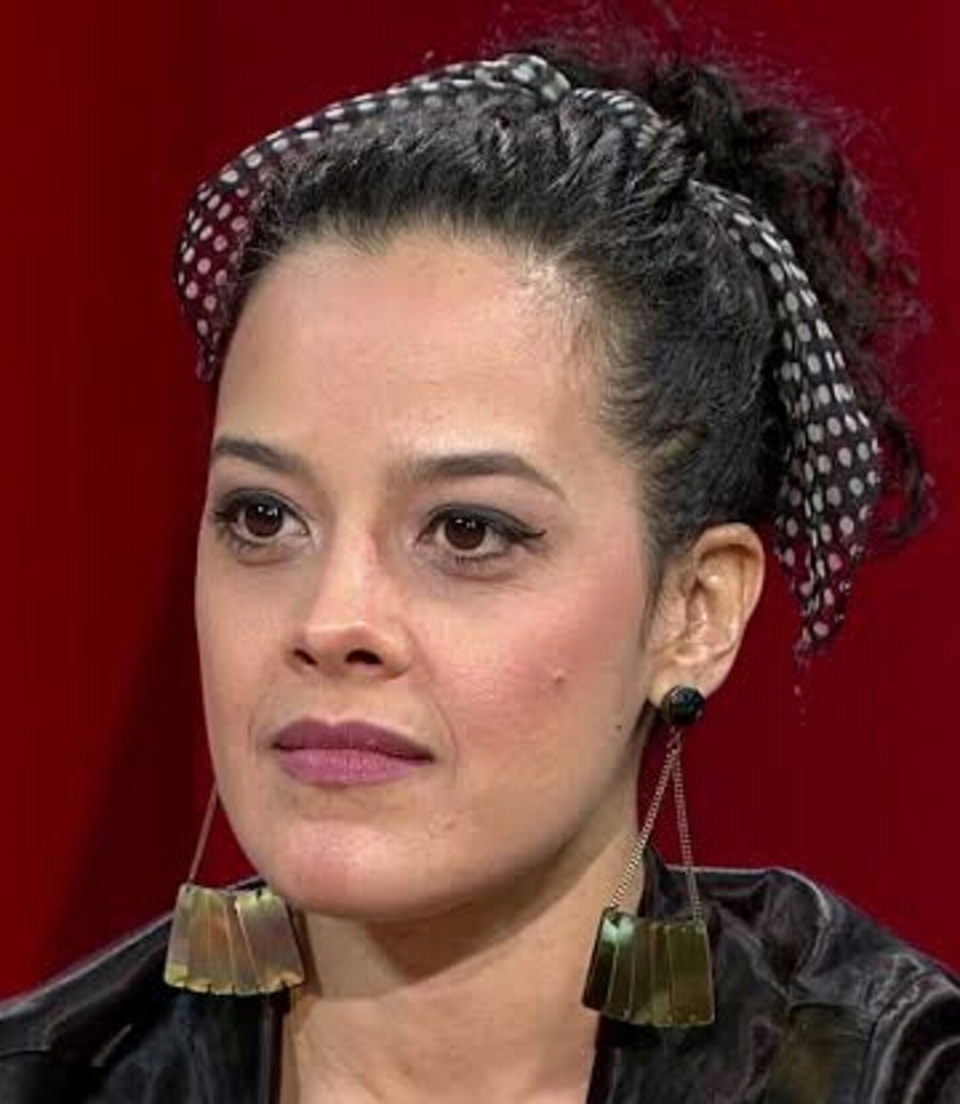
A performance de Maeve Jinkings foi aclamada pela crítica.

Pedágio foi recebido com avaliações positivas por parte da crítica especializada. Após sua exibição no Festival Internacional de Cinema de Toronto, Carolina Markowicz tornou-se a primeira pessoa latino-americana a receber o prestigiado Tribute Award na categoria Emerging Talent, juntando-se a renomados nomes como Spike Lee, Pedro Almodóvar e Patricia Arquette. Nathalia Jesus, escrevendo para o website AdoroCinema classificou o filme como "Ótimo" e atribuiu 4.5 de 5 estrelas (). Segundo a crítica, Pedágio "é belo por ser tão real e, sem nenhuma pretensão, didático. Os bons entendedores lerão as linhas miúdas deixadas no silêncio e conseguirão refletir sobre o quão próxima aquela realidade está — praticamente batendo em nossa porta, por mais triste e absurda que pareça". Jesus define que o filme que para entender o filme não é necessário mais que "a capacidade de entender o coração do próximo e a de saber que, para o bem ou para o mal, certas coisas nunca mudam".
Rapahel Camacho, em seu texto para o CinePOP, definiu o filme como "brilhante" e "visceral". "A narrativa é cirúrgica também ao relatar e se fazer refletir sobre a opressão sofrida pela comunidade LGBTQIA+", escreveu Camacho. Para Laysa Zanetti, do website Omelete, o filme é "muito rico em estudo de personagem, e toda a construção estética contribui para que Suellen e Tiquinho funcionem como polos opostos na representação de um Brasil plural". Zanetti também escreveu que: "A obsessão da mãe pela tal cura gay, presente na forma de um pastor gringo charlatão que arranca dinheiro de pessoas de baixa renda, é recebida com aspereza pelo filho, mas há algo que beira o inexplicável na relação entre os dois, que não se abandonam apesar das rejeições que os rodeiam. Tudo contribui para um cenário em que mãe e filho mutuamente se rejeitassem, mas Markowicz usa as contradições de um país de dimensões continentais para mostrar o que não precisa ser dito na construção deste cenário familiar".
A atuação de Maeve Jinkings foi destacada na resenha de Lucas Oliveira para o website Cinematório. O texto de Oliveira faz crítica ao papel de Aline Marta Maia por reprisar seu estilo de atuação em Carvão, sugerindo que a personagem poderia ter sido mais desafiadora para ela. Mas destaca positivamente a atuação de Maeve Jinkings, elogiando sua interpretação de Suellen, uma personagem com nuances e complexidades. Ele dá destaque à performance na expressividade do olhar de Jinkings, que consegue transmitir diversas emoções ao longo do filme, desde a vergonha até o arrependimento e a raiva. No entanto, aponta também para a falta de fechamento adequado do filme, especialmente em uma cena crucial que não conclui a narrativa de forma satisfatória.

### Prêmios e indicações
| Lista de prêmios                                       | Lista de prêmios                   | Lista de prêmios   | Lista de prêmios |
| Premiação/Festival                                     | Categoria                          | Recipiente(s)      | Resultado        |
| ------------------------------------------------------ | ---------------------------------- | ------------------ | ---------------- |
| Festival Internacional de Cinema de San Sebastián      | Melhor Filme                       | Pedágio            | Indicado         |
| Festival Internacional de Cinema de San Sebastián      | Prêmio Horizontes                  | Carolina Markowicz | Indicado         |
| Festival Internacional de Cinema de Estocolmo          | Melhor Filme                       | Pedágio            | Indicado         |
| Festival do Rio                                        | Melhor Filme                       | Pedágio            | Indicado         |
| Festival do Rio                                        | Melhor Atriz                       | Maeve Jinkings     | Venceu           |
| Festival do Rio                                        | Melhor Ator                        | Kauan Alvarenga    | Venceu           |
| Festival do Rio                                        | Melhor Atriz Coadjuvante           | Aline Marta Maia   | Venceu           |
| Festival do Rio                                        | Melhor Direção de Arte             | Vicente Saldanha   | Venceu           |
| Festival International du Film Indépendant de Bordeaux | Melhor Filme                       | Pedágio            | Indicado         |
| Festival Internacional de Cinema de Roma               | Melhor Filme                       | Pedágio            | Venceu           |
| Festival Internacional de Cinema de Toronto            | Tribute Awards para Novos Talentos | Carolina Markowicz | Venceu           |
| Festival Mix Brasil de Cultura da Diversidade          | Melhor Direção                     | Carolina Markowicz | Venceu           |